# Flaatbruch

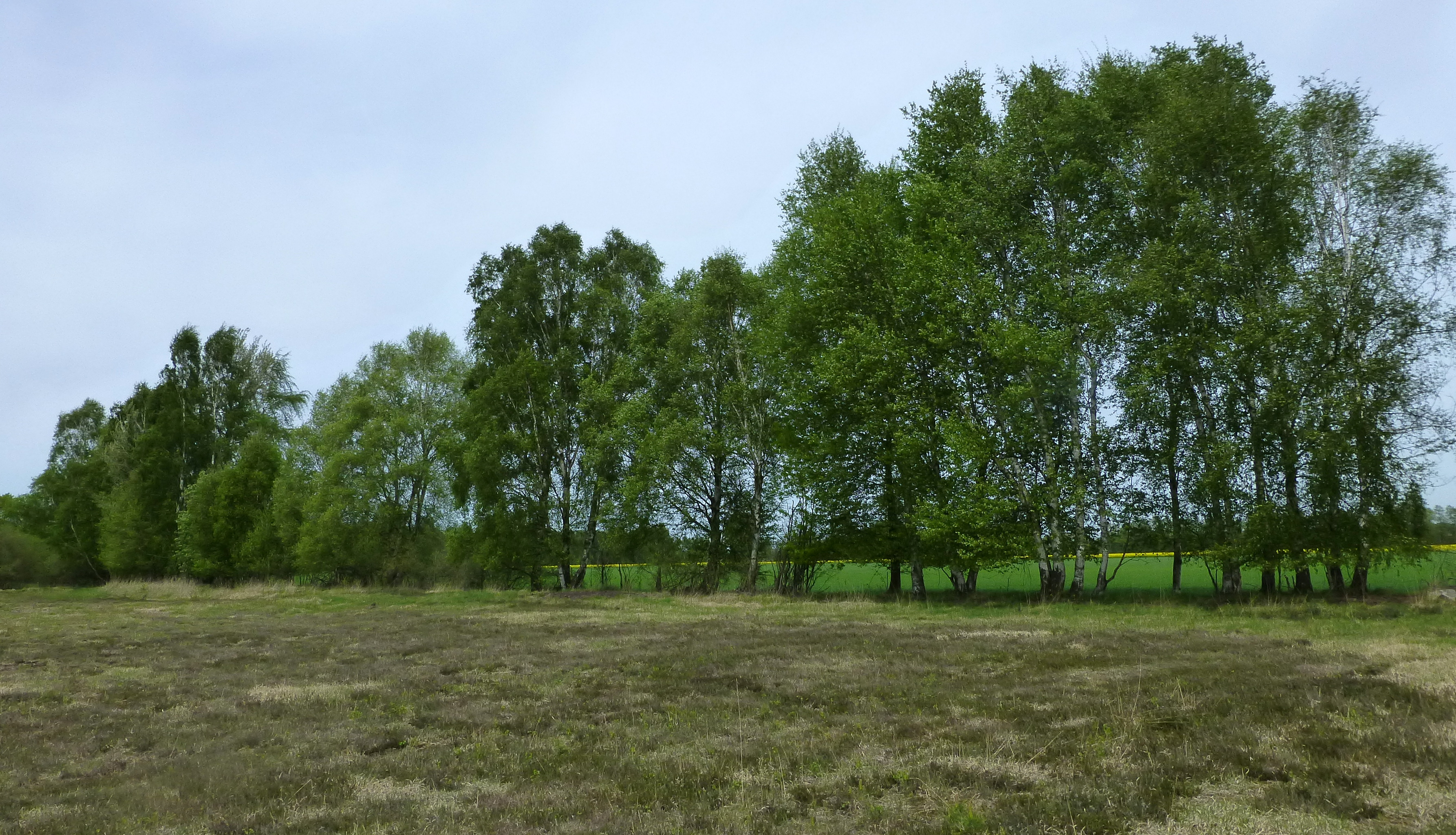
Naturdenkmal Flaatbruch

Das Naturdenkmal Flaatbruch liegt zwischen Ehlershausen und Otze in der Region Hannover. Geschützt wird hier ein kleiner Rest Moorheide. Trotz der geringen Größe von nur 30 Hektar gibt es hier Vorkommen besonders seltener Pflanzenarten. Hervorzuheben sind das Torfmoos-Knabenkraut (Dactylorhiza sphagnicola), eine seltene Orchidee und der Lungen-Enzian (Gentiana pneumonanthe). Beide Arten werden in Deutschland auf der Roten Liste in Kategorie 2 als stark gefährdet geführt. Des Weiteren sollen hier Reptilien, Heuschrecken und Tagfalter geschützt werden. Laut Landschaftsrahmenplan der Region Hannover werden Maßnahmen zum Grabenanstau, Erhalt des Offenlands und Förderung von Totholz durchgeführt. Außerdem wird der dringende Handlungsbedarf zur Schaffung von Pufferzonen betont, um die Moorheide vor Einträgen durch das umliegende Ackerland zu schützen.